# Oltrepiave
L'Oltrepiave è una sub-regione storico-geografica del Cadore, in provincia di Belluno, in Veneto. Fa parte del Centro Cadore confinando a nord con il Comelico e il territorio di Sappada e a est con la Carnia occidentale (provincia di Udine), ad ovest la Valle del Piave.

## Storia
Storicamente era una delle dieci centene con cui all'epoca del Patriarcato di Aquileia e poi della Serenissima (ma aveva origini longobarde), veniva suddiviso amministrativamente il reggimento del Cadore; nello specifico, dopo il 1806, l'Oltrepiave era compreso nel distretto di Auronzo.

## Geografia fisica
Geograficamente parlando il toponimo è ancora oggi utilizzato per indicare il territorio cadorino alla sinistra del fiume Piave, coincidente grossomodo con l'antica suddivisione ovvero comprendente i comuni di Vigo di Cadore (che ne era il capoluogo) e Lorenzago di Cadore. Il confine orientale è delimitato dalle Alpi di Tolmezzo (Alpi Tolmezzine Occidentali - Monte Tudaio e gruppo dei Brentoni a nord) fino al Monte Cridola a sud al confine con le Dolomiti friulane passando per la forcella Lavardet, la Sella di Rioda, la Sella Ciampigotto, la Sella di Razzo e il Passo della Mauria, a ovest il corso del fiume Piave. Il territorio è prevalentemente montuoso (bassa, media e alta montagna).

## Galleria d'immagini

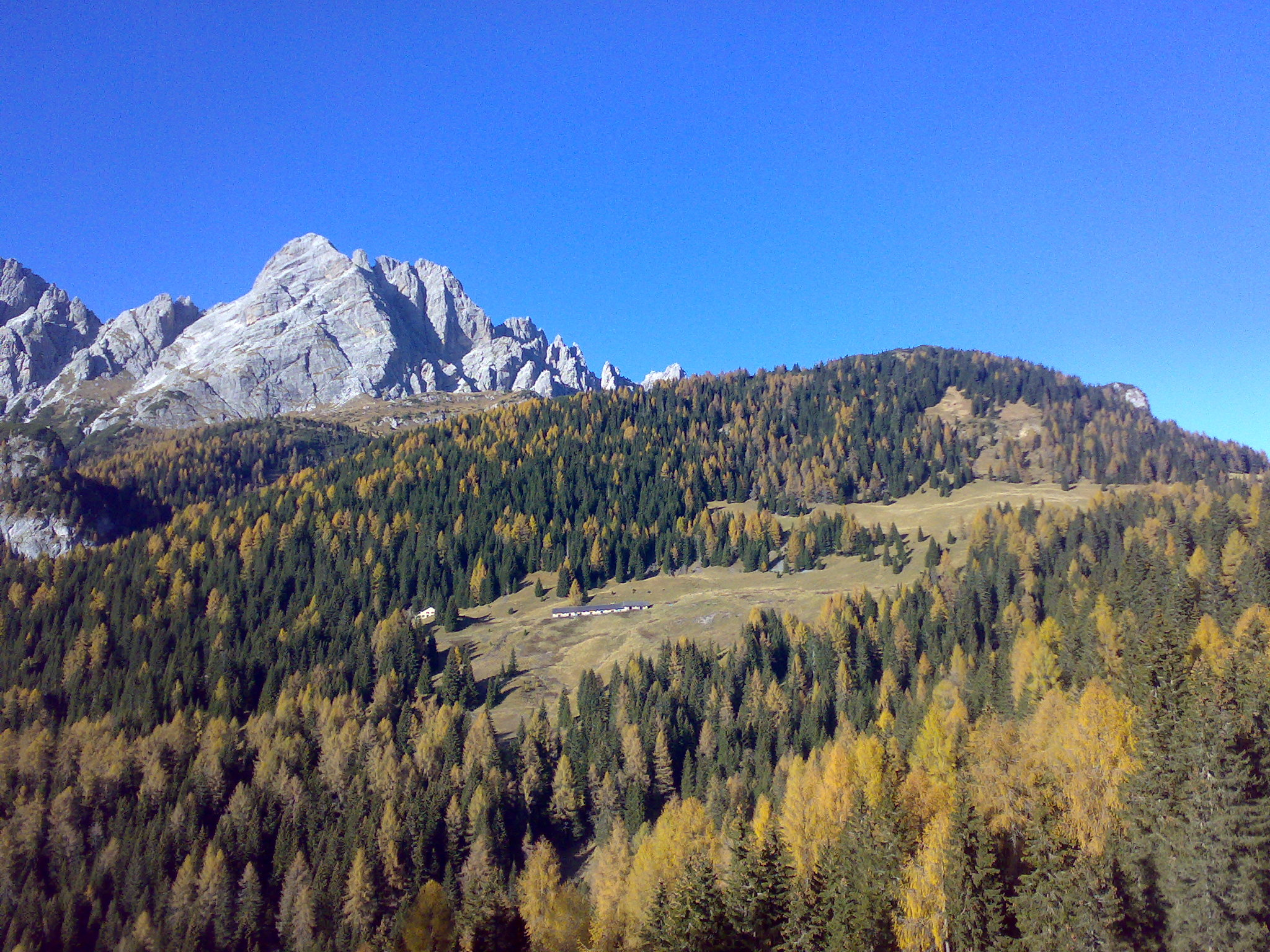
I Brentoni con casera Losco, nei pressi dell'altopiano di Casera Razzo
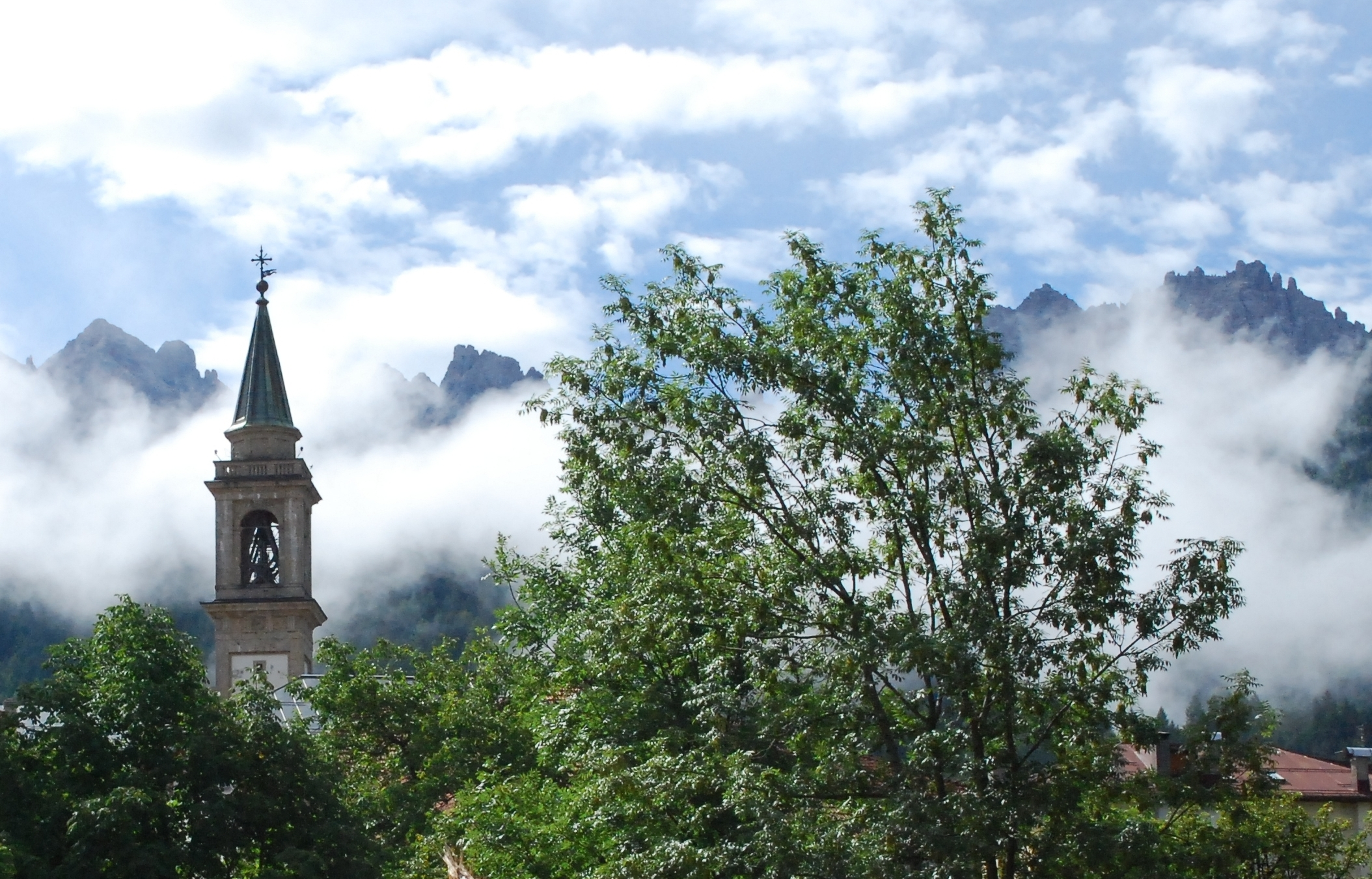
Lorenzago di Cadore
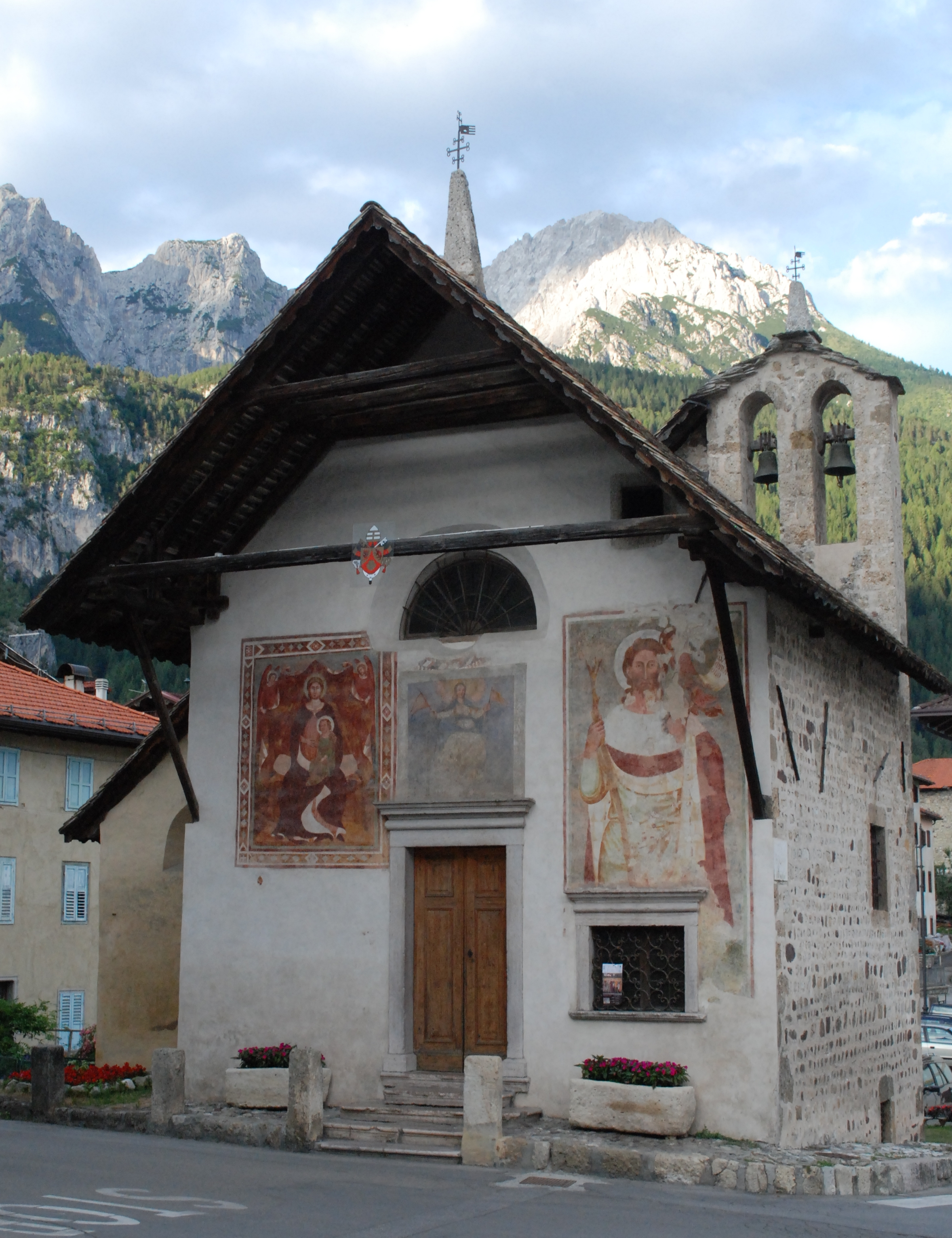
Chiesa di Sant'Orsola di Vigo, XIV secolo.
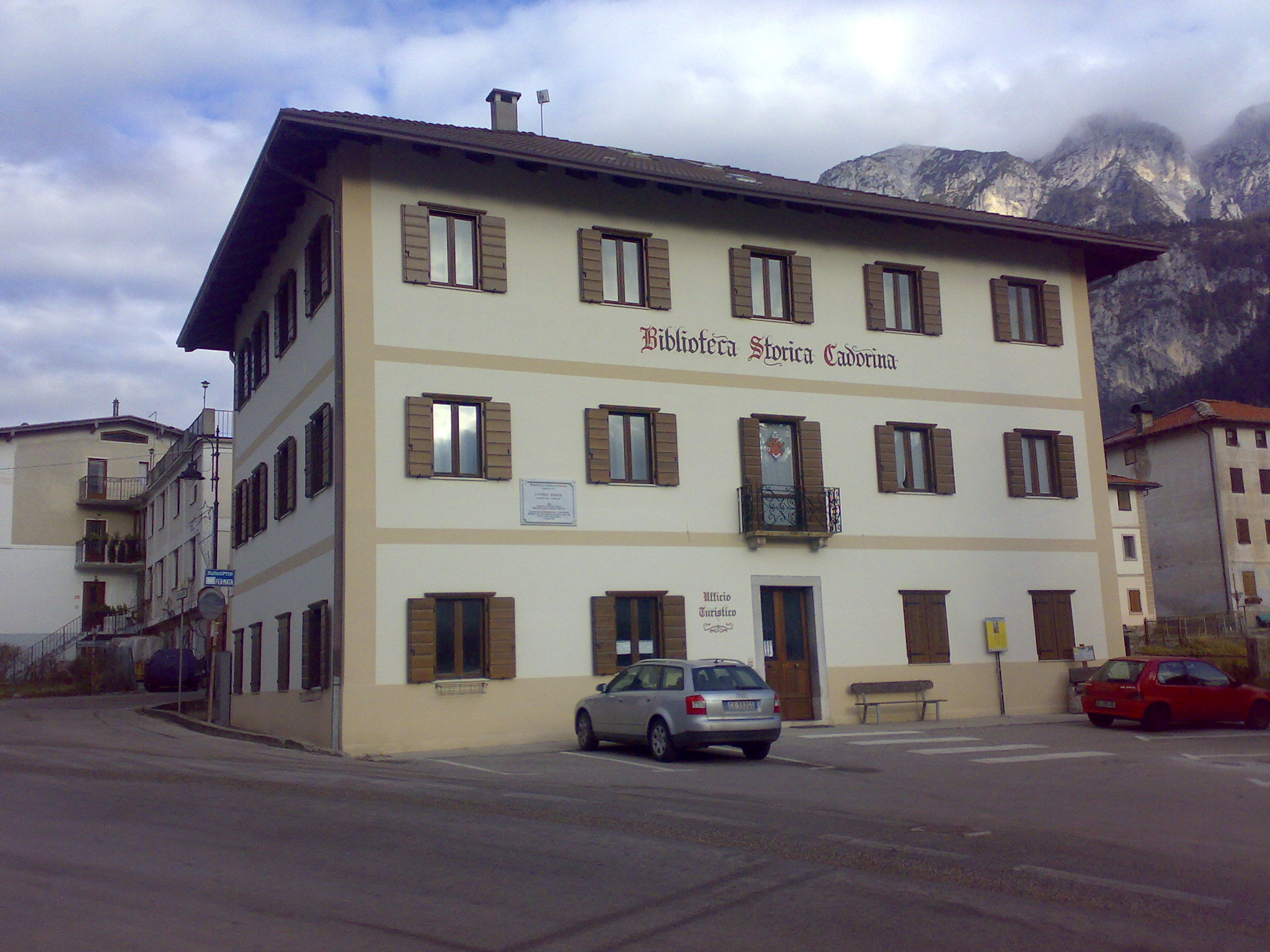
La Biblioteca Storica Cadorina
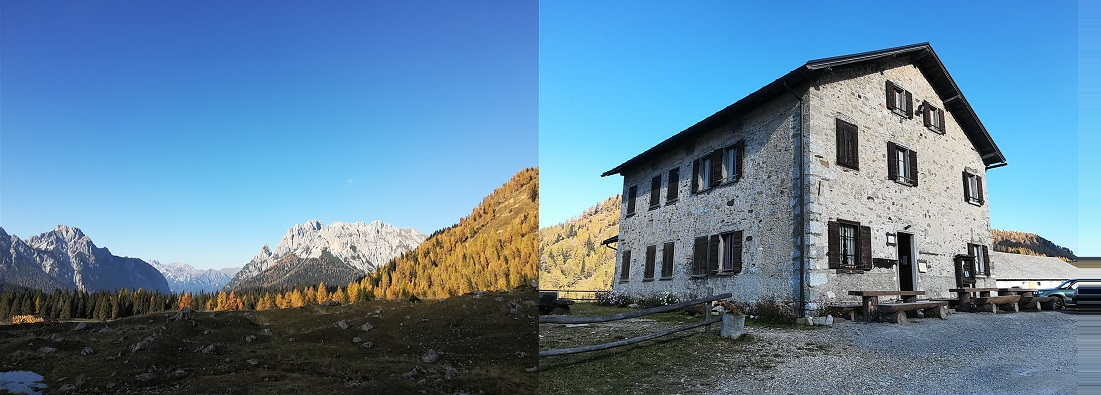
Altopiano di Casera Razzo